# 莎樂美腸
莎樂美腸（英語：Salami）是欧洲的一种风干猪肉香肠 ，但也有使用牛肉，甚至馬肉製作，名稱來自義大利动词 salare，是「加盐」的意思。莎樂美肠可以直接配紅酒食用。
莎樂美腸，常见于很多欧美国家的超市、肉食店。与香肠类似，莎樂美腸在欧洲的很多国家是普通家庭的日常肉类制品来源之一。欧洲莎樂美腸比较流行的国家包括義大利、匈牙利、德国、西班牙等等。
在欧洲有上千种莎樂美腸，最受欢迎的包括義大利的米兰型莎樂美，匈牙利的冬季萨拉米香肠，等等。
欧洲很多国家的莎樂美腸都习惯以产地命名。例如米兰莎樂美，匈牙利莎樂美。欧洲有很多口味各有特色的莎樂美腸。有些莎樂美经大蒜调制。有些在调料中加入辣椒粉末或咖喱，例如匈牙利的皮克塞格德。

## 制作工艺
莎樂美腸的制作工艺大致都包含以下关键步骤：将肉的瘦肉和肥肉按一定比例打碎、混合、灌肠，然后在干燥室发酵，用盐、胡椒、酒、辣椒粉等调料腌制入味，经过一月至数月的风干后，一般就可以切成薄片或者整块销售。无需加热可以直接食用。一般莎樂美中的猪肉只能是那些散养的并且没有被冰冻过的猪肉。其他莎樂美使用的肉类包括牛肉、鹿肉和家禽（主要是火鸡）。 鹅肉萨拉米香肠是意大利北部部分地区的传统美食。 萨拉米香肠也能由马肉制成。 在法国的普罗旺斯地区，驴肉也用于萨拉米香肠，该产品在街头市场上出售。